# Perczel Zita
Perczel Zita (Budapest, 1918. április 26. – Budapest, 1996. április 4.) magyar színésznő.

## Élete
Rácz Miklós (1887–1944) és Soltész Alma Klára Mária (Abaújkér, 1895. december 17.) lányaként született. Apja még diákként hivatalos névváltoztatást kért 1904-ben, attól kezdve lett Rácz Miklós. Végigharcolta az első világháborút, több kitüntetést kapott, és 1918 februárjában a tábori lelkésznél áttért a római katolikus vallásra (tehát lánya születése előtt három hónappal). Apai nagyapja Reichard Salamon (1857–1939) ügyvéd, Sátoraljaújhely polgármestere.
Szülei 1917. január 23-án Miskolcon kötöttek házasságot, azonban egyetlen lányuk születése után, 1919. szeptember 11-én különváltak, és a házasságot Budapesten 1921-ben hivatalosan is felbontották. Ebben az időben az anya nevelte a gyermeket, az apa anyagi támogatásával.
Az asszony röviddel ezután ismét férjhez ment, Perczel Attila Gyula katonatiszthez, a forradalom és szabadságharc legendás tábornoka, Perczel Mór távoli rokonához (pontosabban: bizonyosan nem volt leszármazottja, de rokona lehetett). Perczel Attila a gyermeket adoptálta, és nevére vette 1930-ban. A lány tehát ettől kezdve jogosan viselte a Perczel Zita nevet, ezt kívánta használni színészi pályafutása alatt.
Zita igazi nyelvtehetség lett; hamarosan kifogástalanul beszélt olaszul, franciául és angolul. 1932-ben lett a Színiakadémia hallgatója, ám nem fejezte be, ugyanis 1933-ban szerződtette a Nemzeti Színház. 1935-től 1937-ig a Vígszínház tagja volt.
Fiatalon többnyire hősnőket és naivákat alakított. Az átütő sikereket filmszerepeiben érte el. 1935 nyarán édesanyjával Franciaországba utazott, ahol több filmes emberrel kötött ismeretséget. Újdonsült kapcsolatainak köszönhetően 1937 decemberében már főszerepet kapott kint. Nyelvtudására jellemző, hogy francia nyelven; főszerepben valódi sikereket ért el.
1938 és 1940 között Nizzában játszott, a St. Georges Színházban. 1938 februárjában Michel Durand Barbara című vígjátékának címszerepében láthatta a közönség, amelyben átütő sikert aratott. Marcel Weill-Karsenty francia színésszel 1939. június 21-én kötött házasságot. Együtt utaztak Brazíliába műsoraikkal, de a világháború kitörése idején visszatértek Párizsba.
Ekkor más sejteni lehetett a jövőt (Zita férje zsidó volt), egy kivándorlóhajón Portugáliából hajóztak át Amerikába. Zita már terhesen érkezett meg New Yorkba. A hajón zsidó menekültek utaztak, így a bevándorlási papírjára ezt írták: Hebrew, majd azt áthúzták, és kijavították: Hungarian.
Nemsokára kapcsolatuk megromlott, már New Yorkban megszületett közös gyermekük (egyetlen fia), akit második férje, Joseph Lukacsevics orosz filmproducer (Kijev) vette a nevére. A gyermek eredetileg Weil-Karsenty, neve ezután Alexander Leo Attila Lucachevitch lett. A család emigráns orosz és francia értelmiségi körökben forgott, vendégeik között John Loden, Jean Renoir, Pierre Lazaroff és Antoine de Saint-Exupéry is megfordult.
Baráti társaságához tartozott Kabos Gyula színész, valamint Lengyel Menyhért és Vadnay László szövegkönyvírók. 1940-től 1951-ig az Amerikai Egyesült Államokban élt, Hollywoodban, filmet azonban nem forgatott, szerepet sem ajánlottak neki. 1944-ben elvált második férjétől, és férjhez ment egy litván színházi szakemberhez, Borisz Mihajlovics Azarkh Ingsterhez, más változatban Борис Моисеевич Азарх (Riga, 1903–Los Angeles, 1978). Tőle született két lánya (Mary Alma Zita, 1945 és Nina Helen Jane, 1946). 1951-ben visszatért Párizsba, ahol 1966-ig maradt. Mary Alma Zita nagyanyja után kapta nevét, akit katonatiszt férjével (Perczel Attila) együtt kitelepítettek Budapestről 1951-ben. A Rákosi-korszakban rendszerellenesnek számítottak a horthyista katonatisztek. Perczel Zita és Boris Azarkh Ingster 1954-ben elváltak, utána nem kötött új házasságot.
Több mint ötszáz alkalommal lépett fel a Théâtre de Capucines-ben Sacha Guitryvel, korábbi partnerével. Később Madridban és Rómában élt. Római évei alatt kisebbik lányától származó unokáját nevelte. 1991-ben szerződtette a Budapesti Kamaraszínház Noël Coward Forgószínpad című darabjának egyik szerepére. 1994-ben Kecskeméten lépett színpadra Szerémi grófné szerepében, Csiky Gergely A nagymama című darabjában. Ez a premier volt az utolsó életében, amely végül is a hazához, Kecskeméthez fűzi.
Három héttel 78. születésnapja előtt, tüdőrákban halt meg, Budapesten. A Farkasréti temető 25/I-1-64/A parcellájában nyugszik.

## Főbb szerepei
- Ariel (Shakespeare: A vihar)
- Króhn Ghyssza (Török S.: Az idegen város)
- Irén (Molnár Ferenc: A nagy szerelem)
- Barbara (Durand)
- Lotta (Coward: Forgószínpad)

## Filmjei

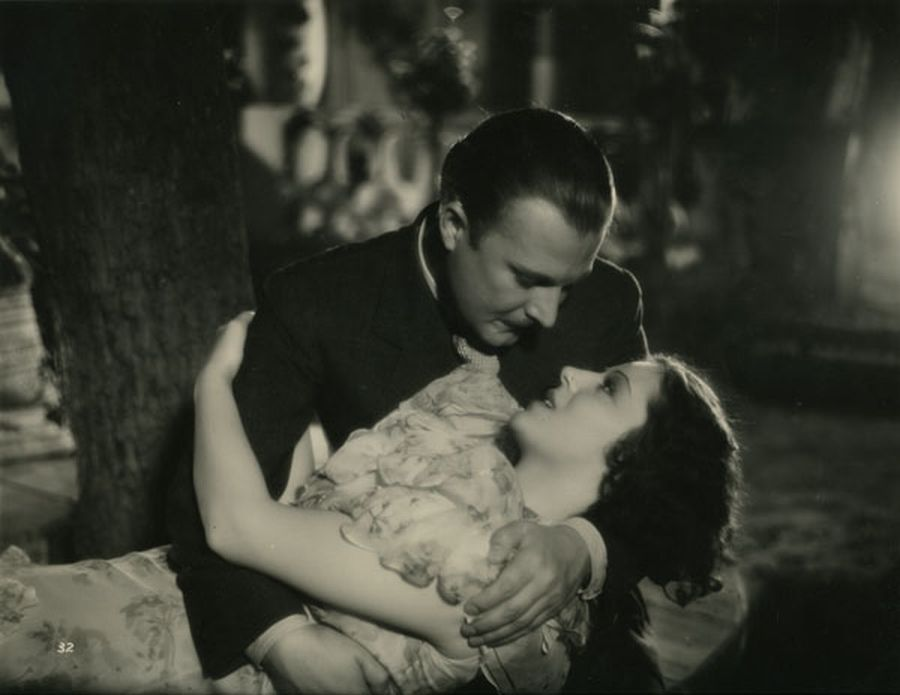
Delly Ferenccel Az új rokon című filmben (1934)

- Sírba viszel (színes amerikai–olasz vígjáték, 1997)
- Kisváros (színes magyar tévéfilmsorozat, 1996)
- Törvénytelen (színes magyar krimi, 1994)
- Patika (színes magyar vígjátéksorozat, 1994)
- Öregberény (színes magyar tévéfilmsorozat, 1994)
- A nagy postarablás (színes magyar-NSZK vígjáték, 1992)
- A Jávor (magyar archív filmfelvétel, 1987)
- Dögkeselyű (színes magyar krimi, 1982)
- Az örökség (színes magyar-francia filmdráma, 1980)
- Bőrvirág (ff., francia krimi 1962)
- Gyilkosok és tolvajok (ff., francia komédia 1957)
- Hetenként egyszer láthatom (ff., magyar romantikus vígjáték, 1937)
- Marika (ff., magyar romantikus vígjáték, 1937)
- Dunaparti randevú (ff., magyar vígjáték, 1936)
- Lovagias ügy (ff., magyar vígjáték, 1936)
- Az új rokon (ff., magyar vígjáték, 1934)
- Budai cukrászda (ff., magyar vígjáték, 1935)
- Meseautó (ff., magyar vígjáték, 1934)

## Portréfilm
- Az ismeretlen Perczel Zita (2016)

## Könyve
- A Meseautó magányos utasa; szerk. Bárdos Judit, Huzsvári Erzsébet, előszó, jegyz., filmográfia Bárdos Judit, színházi szerepek listája Gajdó Tamás; Áron, Bp., 2000